# Anna Dramski
Anna Dramski (* 1969) ist eine deutsche Synchronsprecherin und Schauspielerin.

## Leben
Anna Dramski wurde in Berlin zur Schauspielerin ausgebildet und war ab 2008 Ensemblemitglied beim Berliner Kabarett Die Stachelschweine. Seit 2011 ist sie als Synchronsprecherin tätig. Sie sprach bisher über 200 Rollen bei Film, Fernsehen und Computerspielen ein.

## Synchronrollen (Auswahl)
Filme
- 2015: Versprochen ist versprochen 2: Rachel Hayward als „Maggie“
- 2018: Ghostland: Mylène Farmer als „Pauline“
- 2020: The Hater: Agata Kulesza als „Beata Santorska“
- 2022: Prey: Michelle Thrush als „Aruka“
- 2024: The Deliverance: Tasha Smith als „Pastorin Powell“

Serien
- 2016–2017: Chewing Gum: Shola Adewusi als „Joy“
- 2017: Alias Grace: Rebecca Liddiard als „Mary Whitney“
- 2017: Marvel’s The Punisher: Jaime Ray Newman als „Sarah Lieberman“
- 2018: Orange Is the New Black: Mackenzie Phillips als „Barbara“
- 2023: Navy CIS: L.A. für Romi Dias als „Denise Perez“

## Hörspiele (Auswahl)
- 2012: Oliver Brod, Claudia Lohmann: Heile Welt (Station-Voice) – Regie: Oliver Brod, Claudia Lohmann (Original-Hörspiel – WDR (Auftragsproduktion))